# Rashōmon (opera nō)

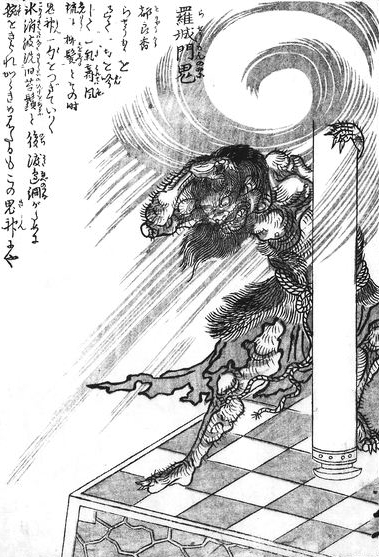
Disegno di Toriyama Sekien del demone sul cancello Rajōmon

Rashōmon (羅生門) è un'opera nō di Kanze Nobumitsu, composta circa nel 1470. Come in altri drammi celebri come Maodori-hasi e Ibaraki, è basato sulla leggenda di Watanabe no Tsuna e del demone Rashōmon.

## Titolo, personaggi e ambientazione
Il titolo è un gioco di parole che coinvolge il cancello esterno del castello Rajōmon (羅城門), che Kanze cambiò usando il kanji shō per "vita" piuttosto che l'originale jō per "castello" (notare che 羅城門 era originariamente letto raseimon e 生 può anche essere letto come sei). È una delle poche rappresentazioni nō in cui il ruolo di supporto dello waki (脇) domina l'azione al posto dello shite (仕手), normalmente protagonista. Si può attribuire ciò al fatto che Nobumitsu interpretava ruoli waki quando vestiva i panni dell'attore. Il personaggio shite di questa commedia appare solo alla fine e non ha dialoghi.
L'opera è ambientata nel contesto della fase finale del periodo Heian, che porta all'ascesa del dominio militare da parte dei guerrieri samurai (come Tsuna).
Rashōmon è anche un'opera teatrale che segue i personaggi da un luogo all'altro. L'Atto 1 si svolge nella sala da pranzo di un generale, ma nell'Atto 2 il personaggio waki, Tsuna, scala il cancello Rasho per determinare la verità di una leggenda secondo cui un demone risiede in cima alla porta.

## Influenza
Takarai Kikaku ha scritto un haiku basato sull'opera teatrale: “Tsuna ora se ne va/ Tsuna è su ogni lingua - / In una notte piovosa."
Questo, insieme all'opera stessa, è stato utilizzato come base per un dipinto di Gekkei (Matsumura Goshun).
Il gioco di parole nel titolo è rimasto nelle opere successive intitolate Rashōmon e nell'omonimo film di Akira Kurosawa.